# Ständetheater

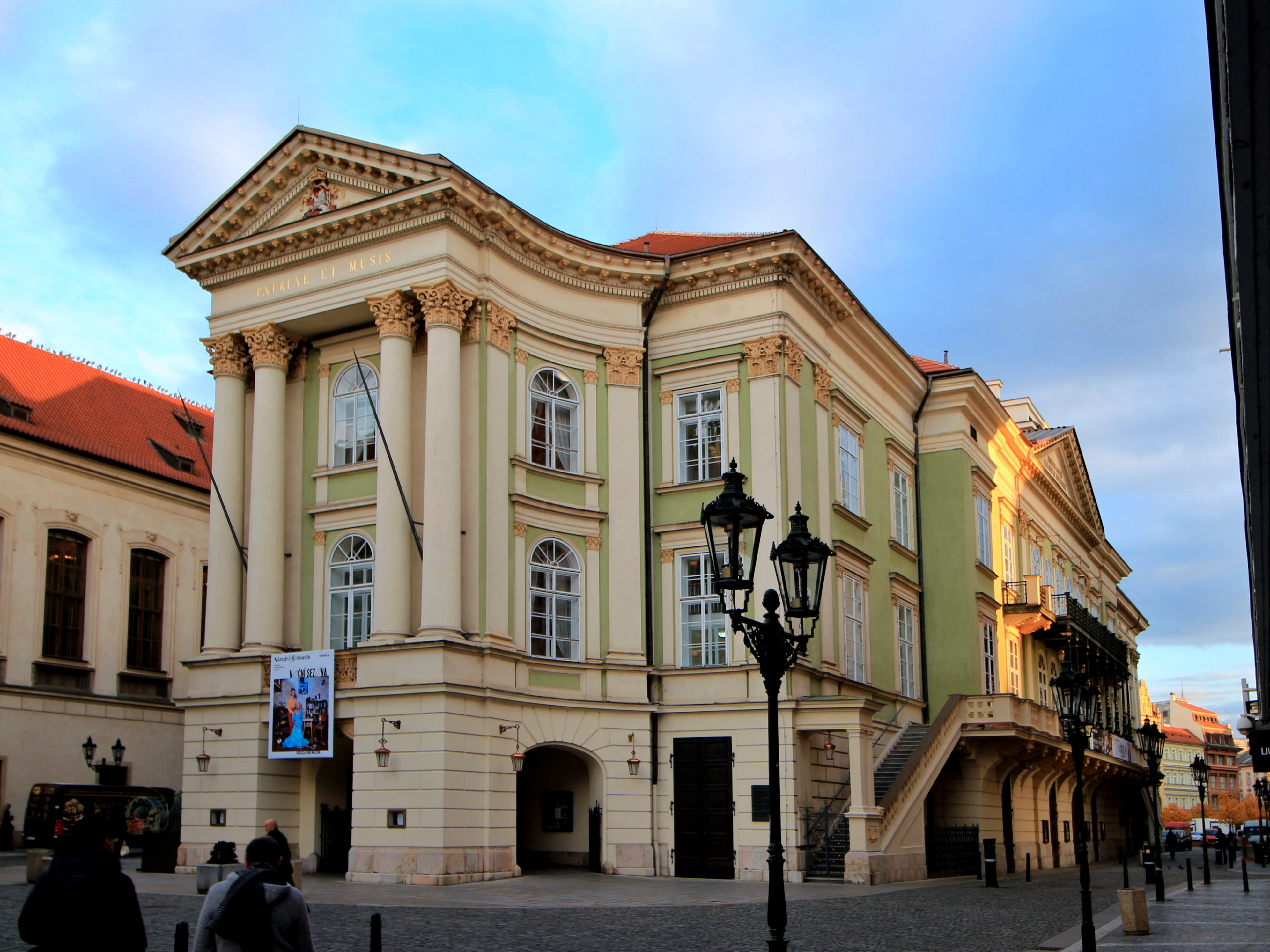
Das Prager Ständetheater

Das Ständetheater (tschechisch Stavovské divadlo) ist ein Theater in Prag. Es liegt am Ovocný trh (Obstmarkt) in der Prager Altstadt. Ursprünglich trug das Theater zu Ehren seines Erbauers den Namen Gräflich Nostitzsches Nationaltheater (Národní divadlo hraběte Nostice, kurz Nosticovo divadlo).
Das Theater ist durch die Uraufführung der Opern Don Giovanni (1787) und La clemenza di Tito (1791) von Wolfgang Amadeus Mozart in die Musikgeschichte eingegangen.

## Geschichte

Ständetheater um 1830

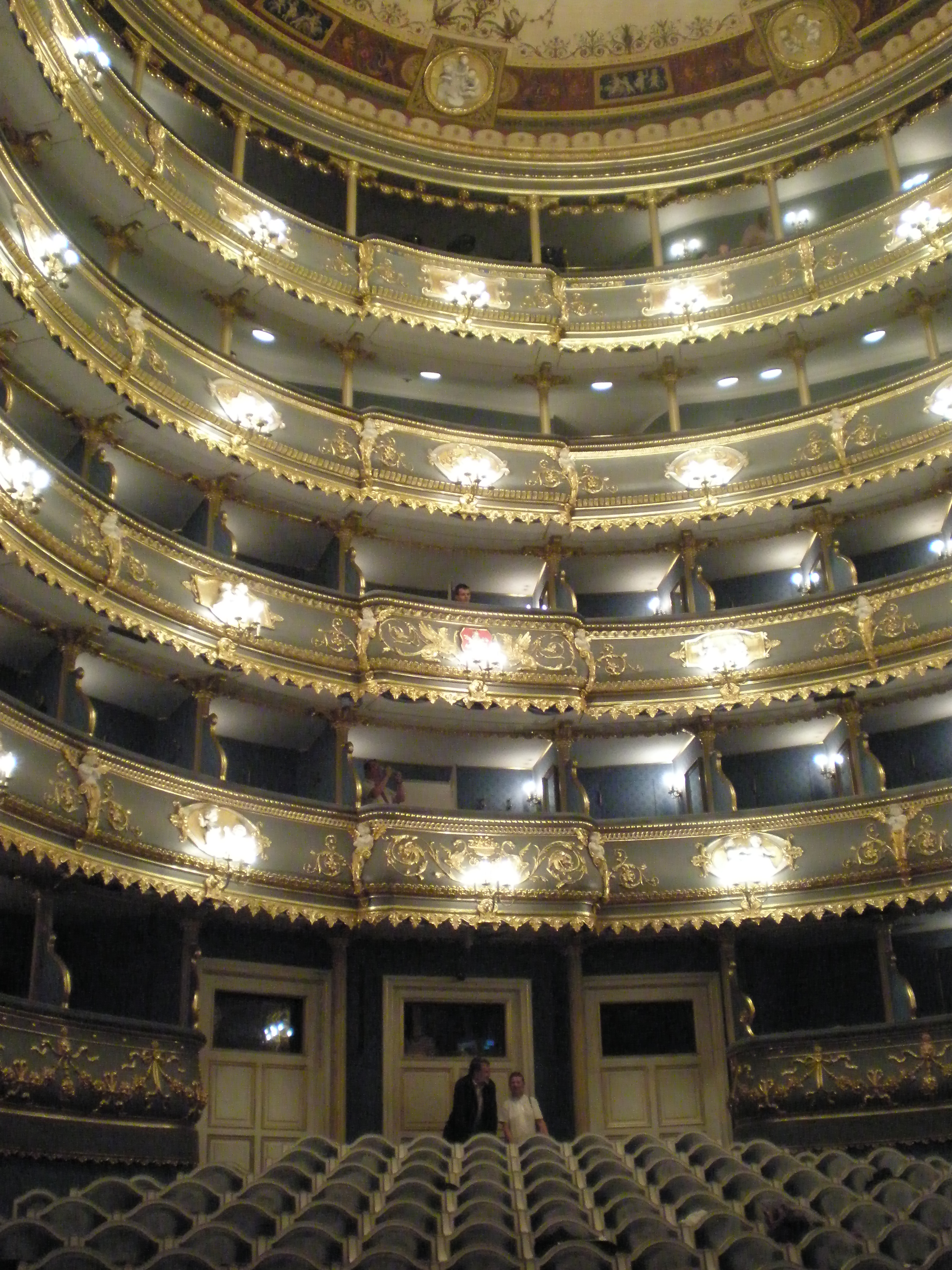
Zuschauerraum

Das Haus wurde 1781 bis 1783 von Anton Haffenecker für Franz Anton Graf von Nostitz-Rieneck als Nationaltheater erbaut und 1783 mit einer Vorstellung von Lessings Emilia Galotti eröffnet. In seiner Bedeutung löste es das im selben Jahr geschlossene Kotzen-Theater ab. Im Jahr 1798 kaufte der Böhmische Ständelandtag das Haus und benannte es in Königliches Ständetheater (Královské Stavovské Divadlo) um. Seine Blütezeit erreichte das Theater unter Johann Carl Liebich (1773–1816), der 1806 das Theater vom verstorbenen Domenico Guardasoni übernahm. Zwischen 1813 und 1816 stellte er Carl Maria von Weber als Operndirektor des Ständetheaters an. Nach Liebichs Tod Ende 1816 übernahm seine Witwe, Johanna Liebich (geb. Wimmer), selbst eine Schauspielerin die Leitung bis 1821. Sie wurde dabei von Johann August Stöger, ihrem späteren Mann, unterstützt. Ab den letzten Jahrzehnten des 18. Jahrhunderts bis 1862 spielten das deutsche und das tschechische Ensemble im selben Haus.
Von 1834 bis 1846 war Johann August Stöger der Direktor (auch wieder von 1852 bis 1858). 1834 wurde in dem Theater das Theaterstück Fidlovačka von Josef Kajetán Tyl uraufgeführt. In diesem Stück wurde ein Lied namens Kde domov můj gespielt, wonach das ganze Publikum aufstand und minutenlang applaudierte. Später wurde dieses Lied zur tschechischen Nationalhymne. Im Jahr 1859 wurde das Theater um ein Stockwerk erweitert.
Im Jahr 1862 erhielt das tschechische Ensemble ein eigenes Haus, das Nationaltheater (Národní divadlo), so dass nur das deutsche Ensemble weiter im Ständetheater verblieb. Daher fanden ausschließlich deutschsprachige Aufführungen statt, und das Haus wurde dementsprechend in Königlich Deutsches Landestheater umbenannt. Direktor zu dieser Zeit war Franz Thomé.
Im Jahr 1920, im November, kurz nach der Entstehung der Tschechoslowakischen Republik, wurde das Ständetheater trotz eines bestehenden Vertrags dem deutschen Ensemble weggenommen. Das Theater hieß wieder Stavovské Divadlo („Ständetheater“) und diente hauptsächlich tschechischsprachigen Schauspielaufführungen des Ensembles des Nationaltheaters.
1948 wurde es nach dem tschechischen Dramatiker Josef Kajetán Tyl Tylovo divadlo benannt, bis man 1990 wieder zum alten Namen Stavovské Divadlo zurückkehrte. Von 1982 bis 1990 wurde das Haus restauriert.
Das Theater wird zurzeit für Schauspielaufführungen des Nationaltheaters benutzt. Traditionell werden – im Gedenken an die Uraufführungen – auch Opern Mozarts im Ständetheater aufgeführt. Das Theater hat nach der Renovierung 664 Sitzplätze und 20 bis 40 Stehplätze.

## Uraufführungen im Ständetheater
- Wolfgang Amadeus Mozart: Don Giovanni (29. Oktober 1787)
- Wolfgang Amadeus Mozart: La clemenza di Tito (6. September 1791)
- Louis Spohr: Faust (1. Fassung; 1. September 1816)
- Conradin Kreutzer: Orestes (6. Mai 1818)
- Conradin Kreutzer: Die Jungfrau (9. November 1831)
- Conradin Kreutzer: Der Lastträger an der Themse (16. Februar 1832)